# دانکمارسهاوزن
دانکمارسهاوزن (به آلمانی: Dankmarshausen) یک شهر در آلمان است که در وارتبورگکرایس واقع شده‌است. دانکمارسهاوزن ۱٬۱۳۵ نفر جمعیت دارد.